# Criminal (2016)
Criminal is een Amerikaans-Britse sciencefiction misdaadfilm uit 2016, geregisseerd door Ariel Vromen.

## Verhaal
De CIA agent Bill Pope (Ryan Reynolds) loopt tijdens een gevaarlijke opdracht in de val. Hij wordt overhoord door een groep criminelen, maar overleeft het verhoor niet. De gevangen genomen crimineel Jerico Stewart (Kevin Costner), die een hersentrauma heeft, wordt ingezet om de belangrijke opdracht van Pope te voltooien. Hierbij worden herinneringen van de overleden Pope in zijn hoofd geïmplanteerd door dokter Franks (Tommy Lee Jones) en wordt de hele operatie geleid door CIA supervisor Quaker Wells (Gary Oldman).

## Rolverdeling
- Kevin Costner als Jerico Stewart
- Gary Oldman als Quaker Wells
- Tommy Lee Jones als Dr. Franks
- Ryan Reynolds als Bill Pope
- Jordi Mollà als Xavier Heimdahl
- Gal Gadot als Jill Pope
- Michael Pitt als Jan Strook (The Dutchman)
- Amaury Nolasco als Esteban Ruiza
- Alice Eve als Marta Lynch
- Antje Traue als Elsa Mueller
- Scott Adkins als Pete Greensleeves
- Lara Decaro als Emma Pope